# La dama número trece
La dama número trece es la octava novela del escritor español José Carlos Somoza. Se trata de una novela fantástica de terror, cuya primera edición fue publicada en mayo de 2003 por la editorial Mondadori (colección Areté).
La novela gira en torno a las situaciones y problemas en que se enfrenta el protagonista, Salomón Rulfo, al relacionarse de manera sobrenatural, por medio de una constante pesadilla, con un crimen real y una secta secreta y fantasmagórica de trece damas, quienes por medio de la poesía han desatado desde antaño innumerables tragedias y crímenes. Ha sido traducida al alemán, francés, holandés, inglés, italiano y polaco. En 2017 fue adaptada en la película Musa, dirigida por Jaume Balagueró.
El autor se basa para configurar la novela en la leyenda de las trece damas, recogida, entre otras obras, en el ensayo poético La diosa blanca del escritor inglés Robert Graves.

## Argumento
Salomón Rulfo, que no ha acabado de superar la muerte de su novia, Beatriz Dagger, acude a la consulta del doctor Ballesteros para hablar de sus constantes pesadillas, en las que presencia el brutal asesinato de tres personas en una casa señorial. Una noche descubre por casualidad en el telediario que la casa es real y que en ella se cometió meses atrás un triple asesinato. Entonces decide visitar la casa; por la noche, al intentar entrar, se topa con una misteriosa muchacha en la entrada (Raquel) que ha llegado atraída igual que él, como si ambos hubieran compartido lo mismo (la pesadilla) para llegar hasta allí.  
Una vez en el interior, ven las habitaciones, los pasillos, hasta el mobiliario como en sus pesadillas, a excepción de un gran acuario. En la habitación superior, la de Lidia Garetti, la asesinada dueña de la casa, encuentran un retrato antiguo y Rulfo tiene el impulso de guardárselo. Por una puerta camuflada encuentran un pasillo secreto, al final una cámara oscura y, en ella, un acuario iluminado a pesar de estar la casa deshabitada desde hace meses... Del acuario extraen un saquito de tela, en él hay un verso escrito y una figurilla de plástico con forma humana y con la palabra 'Akelos'.
Rulfo decide visitar a su viejo profesor de Literatura, César Sauceda, para comentarle el tema. Curiosamente, éste reconoce el retrato y les cuenta, a Rulfo y a Susana, exnovia de Rulfo y actual pareja de César, la historia de su abuelo y una dama de una secta extraña. De entre sus lecturas recuerda un libro, Los poetas y sus damas, que se lo dio un catedrático austriaco, el profesor Rauschen, tiempo atrás. En él se describe una secta de trece damas, trece musas, que tienen el poder por medio de versos de inspirar, controlar o hasta destruir a los hombres. Se menciona que cada dama tiene que estar en posesión de su respectiva figurilla o imago para poder utilizar sus poderes. Una de ellas, la número 13, "la que se oculta", tiene un aspecto desconocido y no suele manifestarse de forma visible igual que las demás. Pero tiene un papel clave dentro del grupo. Poco después de esta revelación, a Rulfo se le aparecerán dos seres: una niña de cabellos dorados (Baccularia) que le ordena devolver la imago en un día y un lugar determinados, bajo amenaza de una maldición; y la misma Lidia Garetti, de quién sospechan su relación con Akelos, la dama número 11, "la que adivina", que le pide ayuda. 
Mientras tanto Raquel recibe la visita de dos personajes ingratos. Primero se presenta en su piso un antiguo cliente sádico que, después de humillarla, le pide la imago. Raquel le miente y, después de que él se marchara amenazándola, esconde la figura en un zócalo de una de las paredes de su piso. Después llama a Patricio, su chulo, y le informa que lo va a dejar; éste se presenta inmediatamente en el piso y la convence, previa agresión, para que se quede, diciéndole que desde ahora él va a cuidar de su “secreto”. Raquel no puede permitir que el tipo se quede con su hijo secreto y mata a Patricio. Después se encuentra nuevamente con Rulfo, se cuentan lo ocurrido y él se la lleva con su hijo a un motel en la carretera a Toledo. Rulfo nota que Raquel es otra mujer, más segura y consciente de sí misma. Ella le dice que no tienen que devolver la imago a las damas, que es su única posibilidad de seguir con vida y que ellas no pueden quitársela, ellos tienen que entregarla personalmente.
César llama a Rulfo y le informa que ha encontrado el paradero de Rauschen. Juntos viajan a Barcelona y visitan la casa del profesor Rauschen, quien se encuentra en “estado de coma” conectado a una múltiples aparatos médicos. Por la noche, entran clandestinamente en la casa y descubren que Rauschen había sido cruelmente torturado y que alrededor de su ombligo había escrito un verso, una “filacteria”; éste se levanta, se dirige como un zombi a un cuarto especial y se arranca todos los instrumentos de tortura, desangrándose. Comprenden que su cruz era ser cada noche torturado, muerto y cada mañana renacido, así eternamente. De vuelta a Madrid, deciden mantener a Susana al margen del asunto. Rulfo vuelve a soñar con Lidia Garetti, esta vez ella le pide que busque al “paciente de la habitación número trece”.
El día de la cita Rulfo se presenta ebrio, con la imago en su chaqueta. Minutos antes de la hora establecida oye ruidos: es Susana que lo ha seguido intrigada. Sorprendido, intenta echarla, pero las damas se aparecen y le piden la imago. Éste hace la entrega, pero una llama sale de la boca de Susana, poseída, derrite la figurilla y permite observar que no es la verdadera imago, sino un soldadito de plástico del hijo de Raquel: ¡ésta lo había engañado, cambiando la figura! Rulfo cae desmayado.
Al despertar se encuentra en la mansión donde las damas celebran su aquelarre, “coven”, en la Provenza. Una dama, la andrógina Maleficiae, le enseña la casa y le invita a la gran fiesta a celebrarse esa misma noche, en su honor. Al final lo encierra en una celda donde descubre a Susana, maldecida por una filacteria, comiéndose hasta la raíz sus dedos. Rulfo cree enloquecer y un destello cegador lo adormece. Despierta esta vez vestido de gala en medio de una fiesta señorial y después de ser tratado como un invitado especial, la misma Maleficiae, personificada en el cuerpo de César le cuenta la historia de las dos Sagas: la antigua Saga, líder del coven, tuvo un hijo sin el consentimiento del grupo y Akelos le ayudó a ocultarlo, por eso fue expulsada de la secta y eliminada. Rulfo comprende que la primera Saga era Raquel y que Akelos podría ser Lídia Garetti, asesinada por cómplice. Entonces Malificiae le aplica un verso de poder y, retorciéndose de dolor, es trasladado al cenador al aire libre donde se encuentra Raquel.
Es el momento del interrogatorio: las doce damas hacen acto de presencia engalanadas. Jacqueline, la nueva y cruenta Saga, se encara con Raquel, la Saga antigua, le pide que le diga dónde tiene escondida la imago de Akelos, de la que, una vez destruido el cuerpo, debe ser destruida en espíritu para ser reemplazada. Raquel accede y le confiesa el escondite (el zócalo en su piso), pero le pide a cambio que no le haga daño a su hijo. Jacqueline dice que sí, pero miente: termina matándolo.
Rulfo despierta en un hospital de Madrid. Se acuerda vagamente de lo sucedido, pero reúne fuerzas y se acuerda del teléfono del doctor Ballesteros, quién acude inmediatamente ya que últimamente había estado soñando con su esposa, Julia, que le dice que tenga cuidado con “Saga” y le pide que ayude a Rulfo y a su amiga. Rulfo trata de disuadirle, pensando en lo que las damas son capaces de hacer con los que saben algo de su existencia, pero el doctor insiste y le asegura también estar adentro. Cuando Rulfo y Raquel se encuentran en mejores condiciones, el doctor se los lleva a su piso. Raquel está muy deprimida e intenta suicidarse, lanzándose desde la ventana, pero no muere: la filacteria que le habían aplicado la mantenía con vida, para hacer su sufrimiento largo. Se arma de coraje por lo hecho a su hijo y, junto con Rulfo y Ballesteros, planea la venganza: cómo atacar a la nueva Saga. Cuentan con poco tiempo hasta el nuevo “coven” y juntando fuerzas logran descifrar dónde se esconde la dama número trece: es el recuerdo de Beatriz que guarda Rulfo en su memoria. Él es un receptáculo. 
Invocan a la dama número trece, que adopta la forma de Beatriz, y queda aprisionada en un círculo pintado en el suelo del salón, del que no puede salir. La obligan a que les diga cuándo se celebrará el coven y que les dé acceso. Una vez hecho esto, Rulfo se encarga de eliminarla, a través de un verso de olvido de toda memoria de Beatriz, desintegrando su forma física. En el tiempo que falta para la reunión de la secta, Raquel se dedica a estudiar los libros de poesía de la biblioteca de Rulfo, buscando algún verso que le pueda servir como arma para herir a la nueva Saga. Tras un par de noches en vela, descubre un verso de Dámaso Alonso que le da la sensación de tratarse de la hoja afilada de un cuchillo. Lo practica en diferentes tonos hasta lograr encontrar su poder oculto. Ahora ya está lista para presentarse en el coven de improvisto y utilizar el verso en contra de Saga. Mientras tanto Saga está al tanto de lo que Raquel y sus amigos planean, los deja hacer y se concentra en cómo acabar finalmente con ella. 
El día de la reunión de la secta viajan al sitio previsto, un descampado en la carretera de Burgos, y esperan la aparición de las damas. Éstas aparecen e inician la conjunción para eliminar la imago de Akelos. Primero recitan al revés la filacteria para activar nuevamente la imago, momento que aprovecha Raquel para lanzar su verso-arma contra Saga, pero no hace efecto; comprende que ha caído en una trampa y los estaban esperando. Saga lanza un verso del mismo poeta como contragolpe y tortura a Raquel, manda paralizar con otro verso a Ballesteros y a Rulfo y prosigue con la conjunción: es en ese momento que Rulfo se da cuenta de que la imago que habían entregado no era la de Akelos. Las damas pronuncian la filacteria al revés y activan la figurilla, pero ésta no corresponde a Akelos, sino que es la imago de la Saga antigua, Raquel, camuflada en la de Akelos, que había augurado todo lo que iba a ocurrir y actuado en secreto antes de morir. Así que lo que hacen es devolverle los poderes a Raquel. Ésta acaba con Jacqueline y rehace su posición en el grupo. 
Rulfo y Ballesteros despiertan en Madrid y no se acuerdan de nada. Pero permanecen unidos a través de una amistad profunda y secreta...

## Características literarias
La dama número trece está escrita en tercera persona y de forma lineal, es decir, la trama sucede de forma cronológica ordenada, aunque en un par de episodios el narrador retrocede (“flashback”) en los pensamientos de los personajes para mostrar algún punto importante de su vida pasada (como la muerta de la última compañera sentimental de Rulfo). 
El estilo de redacción es claro y natural, con numerosos diálogos y descripciones. Los diálogos del profesor Saucedo son más elaborados, ya que es este personaje es el encargado de transmitir a Rulfo lo que sabe o ha investigado con respecto a la secta de las trece damas; utiliza un lenguaje más culto y cargado de referencias literarias. Por medio de pausas, cambios bruscos en la narración o la intercalación de pensamientos, el autor logra una verdadero clima de suspense.
Característico de esta novela son las constantes interrupciones del texto con frases sueltas y repetitivas en momentos claves en los que Rulfo o Raquel sufren un “choque mental” (podría interpretarse como una especie de sueño despierto, una ensoñación).

## Universo interno
En la novela se mezclan la realidad con la fantasía. Una buena muestra de ello se da al inicio: el protagonista sueña con un crimen, pero descubre posteriormente que se trata de un hecho real y que la mujer asesinada es la que le pide ayuda en la pesadilla. El escritor utiliza una serie de elementos fantásticos relacionados con la leyenda de las trece damas:
- La “imago” es una figurilla de cera plástica que simboliza a cada una de las trece damas, lleva escrito el nombre de la correspondiente dama.
- Las “filacterias” son versos de poder escritos sobre un papel, una tela o un cuerpo, deben ser recitadas para que hagan efecto.
- El “coven” es la reunión o aquelarre de las damas, representa el núcleo de la secta y solo se puede realizar en fechas especiales como los solsticios o equinoccios.
- Los nombres secretos de las trece damas son nombres tradicionales de brujas. En orden ascendente, empezando por la número uno, son: Baccularia, Fascinaría, Herberia, Maliarda, Lamia, Maleficiae, Veneficiae, Maga, Incantátrix, Strix, Akelos y Saga; la dama número trece no tiene nombre, ya que no puede, ni debe ser mencionada.
- Cada dama lleva un medallón con una figura de oro diferente. Así por ejemplo, Baccularia, la niña de cabellos dorados, porta una rama de laurel; Maleficiae, un macho cabrío; Incantátrix, un arpa; Akelos, una araña; Saga, un espejito redondo.

## Espacio
La trama se desarrolla en un otoño (mes de octubre y noviembre) de algún año de la actualidad en la ciudad de Madrid, en la provincia de Toledo, en Barcelona y en la Provenza francesa. Entre otros sitios y calles que se mencionan están:
- El protagonista tiene su piso en la calle Lomontano del casco viejo de Madrid, esta calle es ficticia.
- El ambulatorio de Chamberí, donde tiene su consultorio el doctor Ballesteros.
- La Vereda de los Castaños, calle en una urbanización a las afueras de la ciudad, es el sitio donde se encuentra la casa del crimen.
- La calle de Velázquez, donde César Saucedo tiene su ático y desde el que se puede contemplar el parque del Retiro.
- Un motel cualquiera en la provincia de Toledo, un viejo almacén textil en alguna carretera comarcal al sur de la Comunidad de Madrid.
- Una casa en el barrio de Sarrià en Barcelona, es la casa donde se encuentra oculto el profesor Rauschen.
- Una mansión en alguna parte de la Provenza, ubicada en la zona de las gargantas del río Ardèche, es el sitio de reunión de la secta de las damas.

## Personajes

### Personajes principales
- Salomón Rulfo – filólogo y profesor de literatura en paro, es un hombre de mediana edad, baja estatura, cabellos y barba negros y ensortijados, atractivo a pesar de su descuido personal. Lleva una vida caótica y solitaria desde la muerte de su última compañera sentimental, Beatriz. Es aficionado a la poesía y, desde hace un par de semanas, sufre cada noche de una constante pesadilla; ambas cosas lo conducen a enfrentarse a una situación irreal y peligrosa.

- Raquel – inmigrante de la Europa oriental que vive desde hace cinco años en España sin papeles. Ejerce la prostitución bajo el yugo de Patricio, su chulo, y lleva consigo un secreto muy especial. Se menciona que es húngara, pero tanto su procedencia como su nombre son inciertos, al ir por la vida como una alma sin pasado; pasado que poco a poco va recobrando. Es una joven delgada, de cabello negro y piel blanca, de carácter dócil, sumiso y tímido; tiene una belleza pálida y triste. Su vida se entrecruza con la de Rulfo, ya que sufre la misma pesadilla que éste.

- César Sauceda Guerín – antiguo profesor de Rulfo y camarada de fiestas y tertulias. Es un hombre sesentón, de baja estatura y feo, pero con grandes dotes de orador y casanova; bohemio de ideas especiales, rebeldes, blasfemas y ateas. Está casado con Susana Blasco. Comparte con Rulfo el amor por la poesía; le ayuda en la resolución del misterio de las trece damas (su abuelo le contó la historia cuando era aún un niño) y hace el papel de informador de Rulfo.

### Personajes secundarios
- Doctor Eugenio Ballesteros – un médico general a quien acude Salomón Rulfo para hablar de la pesadilla recurrente que le atormenta.
- Beatriz Dagger – última compañera sentimental de Salomón. Era una joven hija de padre alemán y madre española. Preparaba su tesis doctoral de Psicología. Murió por un accidente en la bañera de un hotel de París.
- Patricio Florencio – chulo de Raquel. Es un tipo corpulento y bajo, de procedencia guatemalteca, que se dedica a la mafia de la prostitución y que tiene una relación de amor-odio con Raquel.
- Lidia Garetti – misteriosa aristócrata italiana, afincada en Madrid, soltera y de 32 años. Fue asesinada en su casa de forma cruenta. Su fantasma se aparece en las ensoñaciones de Rulfo.
- Herbert Rauschen – un profesor austriaco licenciado en Literatura. Entregó a César Sauceda el libro Los poetas y sus damas, donde se describe la secta de las trece damas.
- Susana Blasco – pareja de César Sauceda, exnovia de Rulfo. Es una mujer treintañera, atractiva y enamorada de su pareja, a pesar de que le lleva bastante años y no es un hombre atractivo; está enamorada de su personalidad. Es actriz y trabaja en la producción teatral.
- Las doce damas – Baccularia (la que invita), Fascinaría (la que vigila), Herberia (la que castiga), Maliarda (la que hace enloquecer), Lamia (la que apasiona), Maleficiae (la que maldice), Veneficiae (la que envenena), Maga (la que conjura), Incantátrix (la que invoca), Strix (la que ejecuta), Akelos (la que adivina) y Saga (la que conoce).
- Lazslo – es el hijo de Raquel, un niño de seis años, rubio y de grandes ojos azules, de mirada taciturna y triste, pero a la vez inteligente y madura.
- Jacqueline – la nueva Saga, la jefa de la secta. Es una mujer cruel, ambiciosa, sin sentimientos. Odia y envidia a la vieja Saga, ya que por más que lo intenta no logra superarla, ni tan siquiera parecérsele.

## Organización
La obra está dividida en 14 capítulos, que a su vez se dividen en varios episodios:
- Cap. 1 – El sueño
- Cap. 2 – La casa
- Cap. 3 – La entrada
- Cap. 4 – Las damas
- Cap. 5 – La figura
- Cap. 6 – Raquel
- Cap. 7 – Rauschen
- Cap. 8 – La cita
- Cap. 9 – La mansión
- Cap. 10 – El interrogatorio
- Cap. 11 – El niño
- Cap. 12 – El despertar
- Cap. 13 – La dama número trece
- Cap. 14 – Conjunción final